# Baby VOX
Le Baby VOX (베이비복스?,  Be-ibi BokseuLR, acronimo di Baby Voice Of eXpression) sono state un gruppo musicale sudcoreano, formatosi a Seul nel 1997 e scioltosi nel 2006. Erano considerate uno dei tre grandi girl group k-pop degli anni novanta insieme alle SES e alle Fin.K.L.

## Storia
Il gruppo era formato inizialmente da cinque membri: Cha Yu-mi, Jung Shi-woon, Jang Hyun-jung, Lee Hee-jin e Kim E-Z. Debuttarono con il singolo "Hair Cut" ispirandosi allo stile deciso delle Spice Girls, ma non ebbero molto successo. Dopo la pubblicazione del primo album, Cha, Jung e Jang vennero sostituite da Shim Eun-jin, Kan Mi-youn e Lee Gai. Le Baby VOX parteciparono ad un intenso programma di allenamento per migliorare il ballo e il canto e adottarono lo stile timido e carino già usato dalle popolari SES e Fin.K.L. Il singolo "Ya Ya Ya" divenne velocemente un successo e raggiunse la settima posizione nelle classifiche coreane. Per pubblicare un altro singolo, "Change", passarono ad uno stile più sexy e maturo. Poco dopo, Lee Gai fu rimossa dal gruppo e sostituita da Yoon Eun-hye.
Il singolo "Get Up" riuscì a guadagnarsi il primo posto in classifica, così come il suo successore "Killer", e il gruppo si aggiudicò il Top Excellency Award ai Seoul Music Award nel 1999. Dopo il successo del terzo album, iniziarono a promuovere la loro musica in Cina, estendendo la propria popolarità anche in Giappone e altri stati del sudest asiatico. Uscì quindi, nel 2002, un album di successi tratti dai primi cinque dischi, trainato dai singoli "Coincidence" e "Go". Nella primavera 2003 pubblicarono il sesto album; raggiunsero la prima posizione nelle classifiche cinesi con il brano "I'm Still Loving You" e il terzo posto con "What Should I Do", che fu quarto in Thailandia e primo in Corea. Tuttavia, il singolo successivo, "The Wish", non fu altrettanto popolare. Nel 2004 furono il primo gruppo coreano a tenere un concerto in Mongolia.
Il settimo album Ride West, uscito nell'aprile 2004, contiene canzoni in inglese, cinese, giapponese e coreano, oltre a partecipazioni di artisti internazionali quali Jennifer Lopez, Floss P e Tupac Shakur. Il contributo di quest'ultimo fu un rap scritto in carcere, che tuttavia causò una controversia legale con la madre dell'artista deceduto, Afeni Shakur, quando il gruppo cercò di pubblicizzare l'album negli Stati Uniti. I rappresentanti di Tupac, infatti, sostennero che la DR Music non avesse l'autorizzazione ad usare quei versi, e la questione non fu risolta. A peggiorare la situazione, un membro del gruppo hip hop sudcoreano DJ Doc, offeso dal presunto abuso del testo di Tupac, denunciò le Baby VOX ai media e le definì "prostitute". La disputa danneggiò l'immagine del gruppo, che smise di promuovere la canzone. Un secondo singolo, "Play Remix" insieme a Jennifer Lopez, fu pubblicizzato in seguito, ma ottenne vendite più basse del solito.
Le Baby VOX si presero una pausa, e Shim Eun-jin e Yoon Eun-hye se ne andarono dal gruppo nel 2005. A marzo 2006, fu annunciato lo scioglimento.
Il 26 dicembre 2006, la DR Music rivelò un gruppo che sarebbe stato la seconda generazione delle Baby V.O.X, le Baby VOX Re.V, mentre nel 2011 lanciò la terza generazione, le Rania.

## Formazione

### Ultima formazione
- Kim E-Z (김이지) – voce (1997-2006)
- Lee Hee-jin (이희진) – voce (1997-2006)
- Shim Eun-jin (심은진) – voce (1998-2004)
- Kan Mi-youn (간미연) – voce (1998-2006)
- Yoon Eun-hye (윤은혜) – voce (1999-2005)

### Ex componenti
- Cha Yu-mi (차유미) – voce (1997-1998)
- Jang Hyun-jung (장현정) – voce (1997-1998)
- Jung Shi-woon (정시운) – voce, rapper (1997-1998)

## Discografia

### Album in studio
- 1997 – Equalizeher
- 1998 – Baby VOX II
- 1999 – Come Come Come Baby
- 2000 – Why
- 2001 – Boyish Story
- 2003 – Devotion
- 2004 – Ride West

### EP
- 2003 – Go (edizione giapponese)

### Raccolte
- 2000 – Baby VOX 2000 Collection
- 2002 – Special Album

### Album live
- 2002 – Baby VOX The First Concert in Seoul

### Video musicali
- 1997 – "Hair Cut"
- 1997 – "To Men"
- 1998 – "Ya Ya Ya"
- 1998 – "Change"
- 1999 – "Get Up"
- 1999 – "Killer"
- 1999 – "Missing You"
- 2000 – "Why"
- 2000 – "Betrayal"
- 2000 – "Consent"
- 2001 – "Game Over"
- 2001 – "Dolls"
- 2002 – "Coincidence"
- 2002 – "Go"
- 2003 – "What Should I Do"
- 2003 – "Wish"
- 2004 – "Play Remix"
- 2004 – "The First and the Last"

In Cina
- 2003 – "I'm Still Loving You"

In inglese
- 2004 – "Xcstasy"